# النقابة العامة لصيادلة مصر
النقابة العامة لصيادلة مصر هي نقابةٌ تضم جميع الصيادلة داخل جمهورية مصر العربية، بهدف تعزيز التعاون بين الصيادلة المصريين وذلك بهدف الارتقاء بمهنة الصيدلة. تأسست النقابة طبقا للقانون رقم 47 لسنة 1969 الصادر من مجلس الأمة حينها.

## أهداف النقابة
تهدف النقابة الي:
- الإرتقاء بمهنة الصيدلة والمحافظة على كرامتها ورفع المستوى العلمى والمهنى للصيادلة.
- المساهمة في توفير الدواء لجميع أفراد الشعب.
- تعبئة قوى أعضاء النقابة وتنظيم جهودهم لتحقيق الأهداف القومية وأهداف التنمية الإقتصادية ومواجهة مشكلات التطبيق الإشتراكى ووضع الحلول المناسبة لها.
- التفاعل الديموقراطى داخل إطار قوى الشعب العاملة بما يدفع إمكانيات التقدم ثورياً لصالح الشعب.
- المشاركة في دراسة خطة التنمية والمشروعات الصيدلية والدوائية المختلفة.
- البحث العلمى والعمل على ربط البحوث العلمية والصيدلية بواقع الإنتاج.
- دراسة ونشر وسائل تحسين وزيادة الإنتاج الدوائى وخفض تكاليفه.
- دراسة ونشر وسائل تحسين الخدمة الدوائية بالمستشفيات والصيدليات على جميع أنواعها.
- حصر الكفايات العلمية والخبرات للصيادلة وفقاً لتخصصاتهم ومستوى خبراتهم للإستفادة بذلك في شئون التعبئة العلمية والقومية والتكاليف المتعلقة بالبحث والتخطيط والإدارة والتنفيذ.
- الإسهام في تخطيط وتطوير وتنفيذ برامج التعليم والتدريب الصيدلى والتدريب المهنى والفنى للصيادلة.
- الاشتراك في دراسة الموضوعات والمشروعات ذات الطابع المشترك بين البلاد العربية والإفريقية والأسيوية وتبادل المعلومات والخبرة الصيدلية فيما بينها.
- العمل على دعم اتحاد الصيادلة العرب وتحقيق أهدافه.
- التعاون مع المنظمات المحلية والدولية في كل ما يخدم أهداف النقابة.
- تيسير الخدمات العلاجية والإجتماعية للصيادلة وتهيئة الظروف المادية والمعنوية التي تكفل مصالح المهنة والعاملين فيها وترفع مستواهم في حدود الإطار العام وتنمى روح التعاون بيد أعضائها وبينهم وبين باقى فئات الشعب.